# 温斯顿·斯蒂芬斯
温斯顿·斯蒂芬斯（英語：Winston Stephens，？—），新西兰男子赛艇运动员。他曾代表新西兰参加1962年大英帝国和英联邦运动会赛艇比赛，获得男子四人单桨有舵手金牌。